# Museumsbygningen
Museumsbygningen er en mindre, nyklassicistisk museumsbygning fra 1920 på Kastelsvej i København. Bygningen blev opført efter tegninger af Einar Madvig og Poul Methling til skibsreder og generalkonsul Johan Hansens store samling af billedkunst. I 1960'erne blev bygningen brugt som magasin for Statens Museum for Kunst. Fra 1997 til 2006 lagde det navn til et auktionshus, der formidlede salg af ældre og moderne billedkunst, kunsthåndværk og design, møbler, bøger m.m. Fra 2006 til 2008 blev virksomheden drevet af internetauktionshuset Lauritz.com. I 2013 blev bygningen overtaget af Banja Rathnov Galleri og Kunsthandel, der solgte kunst fra adressen frem til 2018. I 2018 flyttede Studio Oliver Gustav ind i bygningen.